# Îles Babuyan
Les îles Babuyan sont un archipel des Philippines situé en mer de Chine méridionale entre Luçon au sud et les îles Batanes au nord, dans le détroit de Luçon. Elles font partie de la province de Cagayan.

## Géographie
Les îles Babuyan comportent cinq îles principales :
- Babuyan, île volcanique,
- Calayan, l'île principale,
- Camiguin, île volcanique, ne doit pas être confondue avec Camiguin, île au large des côtes de Mindanao,
- Dalupiri, ne doit pas être confondue avec Dalupiri, île située au nord-ouest de Samar,
- Fuga,

et un certain nombre d'îlots adjacents.
Les quatre premières forment une même municipalité (Calayan), forte de 16 200 habitants ; la dernière, Fuga, est rattachée à la municipalité d'Aparri.